# فراهن
فراهن (بالألمانية: Christian Martin Joachim Frähn)‏ أو فراين (1196 - 1267 ه‍ / 1782 - 1851 م) هو مستشرق ألماني.
هو كريسطيان بن دانيال فراهن الرسطوقي. ولد في رسطوق، ونشر عدة مصنفات عربية و ترجمها إلى اللاتينية. توفي بروسية. من آثاره: كتاب صفة بعض الدراهم.

## المراسلات

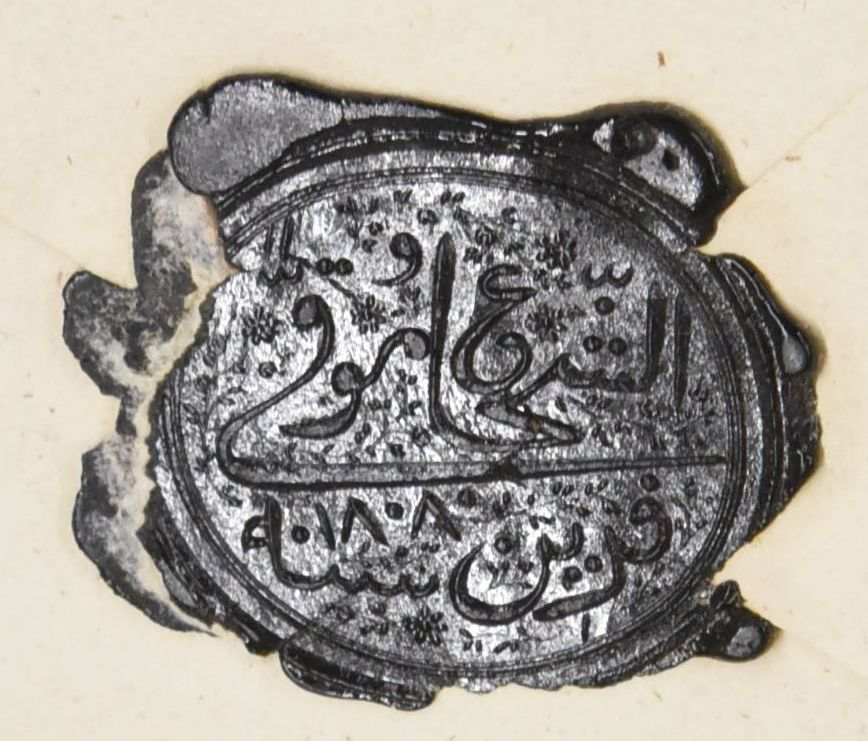
ختم فران يستخدم في مارس 1826.

كان لفراهن مراسلات حية مع أكاديميين آخرين. ومن بينهم أيضا صموئيل غوتليب رودولف هينزي، أستاذ في تارتو.